# Cosmoconus kozlovi
Cosmoconus kozlovi (лат.) — вид наездников из семейства Ichneumonidae (подсемейство Tryphoninae).

## Описание
Наездники, главным образом, чёрного цвета, средних размеров. Вершина клипеуса и мандибулы — красные; брюшко — частично жёлтое. Передние крылья длиной 9 мм. Жгутики усика состоит из 35 сегментов. Монголия.